# Bricookea
Bricookea is een geslacht van schimmels behorend tot de familie Leptosphaeriaceae. De typesoort is Bricookea sepalorum, maar deze soort en alle andere soorten uit dit geslacht zijn heringedeeld naar andere geslachten.